# Marie-Louise Bousquet
Pour les articles homonymes, voir Bousquet.
Marie-Louise Bousquet, née Marie-Louise Vallantin à Paris le 29 septembre 1885 et morte dans cette ville le 13 octobre 1975, est une journaliste de mode française et ancienne rédactrice parisienne de Harper's Bazaar.
Elle est l'une des premières à reconnaître le potentiel de Christian Dior en 1938, en le présentant à Carmel Snow qui, en 1947, jouera un rôle déterminant dans la promotion de la première collection de couture de Dior.

## Biographie
Marie-Louise Vallantin naît à Paris le 29 septembre 1885[source insuffisante]. Elle épouse le dramaturge Jacques Bousquet (1883-1939). En 1918, les Bousquet inaugurent dans leur appartement parisien, au 3, place du Palais-Bourbon, un salon qui réunit tous les jeudis plusieurs esprits créatifs tels que Pablo Picasso, Aldous Huxley et Carmel Snow. Ces salons étaient toujours reconnus comme un « point de ralliement pour les personnes de qualité cosmopolite » en 1966.
Alors qu'elle était chez Harper's Bazaar depuis 1937, Bousquet n'est officiellement nommée rédactrice en chef à Paris qu'en 1946. En tant que personne ayant une influence personnelle significative sur la mode, Elle reçoit le Neiman Marcus Fashion Award en 1956,.
Après la Libération, Bousquet est désignée, sans preuves, comme une « collabo » ou encore une des deux « reines collabos », l'autre étant Florence Gould.
Bousquet meurt à Paris le 13 octobre 1975, à l'âge de 90 ans.

## Personnalités ayant fréquenté le salon
Henri de Régnier, Coco Chanel (avant leur brouille), Robert de Flers, Jean Giraudoux, le photographe Henri Cartier-Bresson, Ray Milland, Truman Capote, Maurice Donnay (amoureux de Marie-Louise), Paul Valéry, Julien Benda, l'abbé Arthur Mugnier, Marthe Bibesco, André Chaumeix, Humphrey Bogart, Evelyn Wangh, Jérôme Tharaud et son frère Jean Tharaud, Violet Trefusis, Jean-Louis Vaudoyer, René Boylesve, Clemens Heller, Ernst Jünger, Gerhard Heller, Georges Poupet, Mme Olivier de Prévost, Nancy Mitford, André Germain, dit Loïs Cendré, Christian Bérard, Ambroise Vollard, Germaine Beaumont, Édouard VIII du Royaume Uni, Jean Cocteau, Philippe Soupault, Thornton Wilder, Hubert de Givenchy, Pierre Benoit, Monica Sterling, Paul Morand, Léon Bérard, Louis Barthou, Philippe Herzog (membre du Parlement européen), Henry Le Tonnelier, marquis de  Breteuil, Tristan Bernard, Raymond Radiguet, François Mauriac, Cristóbal Balenciaga, Neb Roem, André Maurois, André Grasset, John Steinbeck, Marie-Laure de Noailles, André Gide, Max Jacob, Léon-Paul Fargue, Colette, Abel Hermant, Edmond Jaloux, Sacha Guitry, Serge Lifar, Léonie Bathiat, dite Arletty, Julien Green, Jacques Boulenger, le peintre Jacques-Émile Blanche, Jacques de Lacretelle, Charles Henri Ford (en), la star américaine Gloria Swanson, René Crevel et l'amant de l'hôtesse, Philippe Berthelot.

## Au cinéma
Dans le film biographique Yves Saint Laurent (2014) de Jalil Lespert, son personnage est interprété par Anne Alvaro.